# Nova Orquestra Filarmônica de Frankfurt
A Nova Orquestra Filarmônica de Frankfurt (em alemão: Neue Philharmonie Frankfurt) é uma orquestra baseada em Offenbach, Alemanha. A orquestra foi estabelecida em 1996.

## Maestros Regulares
- Roland Böer
- Judith Kubitz
- Wolfgang Müller-Salow
- Paul Momberger
- Markus Neumeyer